# This Gun for Hire
This Gun for Hire (titulada El cuervo y Contratado para matar en España, Un alma torturada en Argentina y Un alma atormentada en México) es una película estadounidense de cine negro de 1942 dirigida por Frank Tuttle y protagonizada por Veronica Lake, Robert Preston, Laird Cregar y Alan Ladd. Está basada en la novela de 1936 A Gun for Sale de Graham Greene (publicada en Estados Unidos con el mismo título que la película).

## Sinopsis
En la época de guerra contemporánea en San Francisco, el químico y chantajista Albert Baker es asesinado por el sicario Philip Raven, quien recupera una fórmula química robada. Raven es traicionado por su empleador, Willard Gates, quien le paga con billetes marcados y lo denuncia al Departamento de Policía de Los Ángeles como robados de su empresa, Nitro Chemical Corporation de Los Ángeles. Raven se entera de la trampa y decide vengarse. El teniente detective de la policía Michael Crane, quien está de vacaciones en San Francisco para visitar a su novia, la cantante de un club nocturno y maga de teatro Ellen Graham, recibe el caso de inmediato. Va tras Raven, pero el asesino lo elude.
Mientras tanto, Gates contrata a Ellen para trabajar en su club nocturno de Los Ángeles después de una audición en la que canta y realiza trucos de magia. Luego, la llevan a una reunión clandestina con el senador Burnett, donde se entera de que Gates y Nitro Chemical están bajo investigación como presuntos traidores, y es reclutada para espiar a Gates. Desconocidos el uno para el otro, Gates y ella suben a un tren para Los Ángeles, seguidos por Raven. Por casualidad, Raven y Ellen se sientan uno al lado del otro. A la mañana siguiente, Gates se alarma cuando los ve dormidos con la cabeza de Raven sobre su hombro. Hace un llamado para alertar a la policía, pero Raven obliga a Ellen a punta de pistola a ayudarlo a eludirlos nuevamente. Está a punto de matarla, pero es interrumpido por unos trabajadores, lo que permite que Ellen huya. Desde el club de Gates, intenta ponerse en contacto con Crane, pero él ha dejado San Francisco para regresar a Los Ángeles.
Esa noche, el sospechoso Gates invita a Ellen a su mansión de Hollywood, donde su chofer Tommy la deja inconsciente para planear un suicidio falso. Avisado por el amigo de Ellen en el club, Crane va a la mansión en busca de Ellen, pero Gates ya se ha ido. Tommy le dice a Crane que Ellen se ha ido por dos horas. Mientras Crane interroga a Tommy y hace una llamada telefónica al hotel de Ellen, Raven llega y se esconde afuera, donde ve que Tommy tira el bolso de Ellen para evitar que Crane lo vea. Raven se da cuenta de que Ellen está en peligro. Después de que Crane se va, Raven derriba a Tommy por un tramo de escaleras cuando el chofer niega que Ellen todavía esté allí. Raven registra la casa y la rescata. Tommy se recupera y advierte a Gates en su club, donde Crane lo ha alcanzado. Raven y Ellen se enfrentan cuando entran al club, por lo que Raven la toma como rehén mientras él huye. Ella suelta subrepticiamente naipes con monogramas como un rastro de «migas de pan». La policía los acorrala en un patio de ferrocarril, pero espera a que llegue la luz del día.
Raven le revela a Ellen que quedó huérfano a una edad temprana y fue criado por una tía abusiva. Un día, él estalló mientras ella lo golpeaba y la mató, por lo que fue encarcelado en el reformatorio; allí, fue abusado por los otros niños. Ella le dice que la fórmula que recuperó fue para un gas venenoso que Nitro está vendiendo a los japoneses y le ruega que extraiga una confesión firmada en lugar de matar a Gates. Ellen ayuda a Raven a escapar de la red, con la esperanza de haber apelado a su patriotismo. Sin embargo, rompe su promesa y mata a un policía que casi había logrado capturarlo para escapar.
Raven llega mientras Nitro Chemical realiza un simulacro de ataque con gas y sus empleados usan máscaras de gas, oscureciendo sus rostros. Gates le ordena a Tommy que vigile su puerta. Tommy ve a Raven y lo persigue, pero Raven lo noquea. Raven se disfraza con el uniforme y la máscara de gas de Tommy para sorprender a Gates, lo que le obliga a llevarlo con el presidente de la compañía, Alvin Brewster, el cerebro de la traicionera venta de Nitro. Raven se atrinchera con ellos cuando llegan la policía y Ellen, y los obliga a ambos a firmar una confesión. Brewster muere de un ataque al corazón mientras intenta matar a Raven, quien luego mata a Gates. Crane se baja en un andamio e intercambia disparos con Raven, hiriéndolo. Cuervo deja pasar la oportunidad de matar a Raven cuando ve a Ellen ayudando al detective. Otros policías disparan fatalmente a Raven, pero él vive lo suficiente para que Ellen le asegure que ella no lo entregó y que logró obtener la confesión.

## Reparto
- Veronica Lake como Ellen Graham;
- Robert Preston como Michael Crane;
- Laird Cregar como Willard Gates;
- Alan Ladd como Philip Raven;
- Tully Marshall como Alvin Brewster;
- Marc Lawrence como Tommy;
- Olin Howland como Blair Fletcher;
- Roger Imhof como el senador Burnett;
- Pamela Blake como Annie;
- Frank Ferguson como Albert Baker;
- Victor Kilian como Drew;
- Patricia Farr como Ruby;
- Harry Shannon como Steve Finnerty;
- Charles C. Wilson como el capitán de policía;
- Mikhail Rasumny como Slukey;
- Bernadene Hayes como la secretaria de Albert Baker;
- Mary Davenport como una vendedora;
- Chester Clute como el gerente de la casa de huéspedes;
- Charles Arnt como el modista masculino;
- Earle S. Dewey como el señor Collins (como Earle Dewey);
- Clem Bevans como la amoladora de tijera;
- Lynda Grey como la secretaria de Gates;
- Virita Campbell como una niña.

## Producción

### Desarrollo
La novela de Graham Greene se publicó en los Estados Unidos Como This Gun for Hire en 1936, y varios estudios cinematográficos consideraron obtener los derechos del libro. Estos incluyeron a 20th Century Fox y Paramount Pictures. Paramount compró los derechos y anunció a Gertrude Michael como posible estrella. Más tarde ese año, se anunció que el elenco sería Akim Tamiroff, Ray Milland e Ida Lupino, con Dore Schary escribiendo el guion.
Sin embargo, la película no se hizo durante varios años más, hasta que el proyecto fue reactivado en 1941, con Frank Tuttle asignado como director. La línea argumental del libro se mantuvo esencialmente sin cambios, aunque se trasladó del escenario original europeo y británico a uno estadounidense.

### Casting
Veronica Lake fue anunciada tempranamente como la protagonista femenina, con Macdonald Carey, quien había sido contratado por Paramount luego de su aparición en Broadway en Lady in the Dark como posible protagonista masculino. Tuttle tuvo algunas dificultades para interpretar el papel de Raven. Más tarde afirmó que consideró a seis estrellas, pero que ninguna era adecuada. Uno de ellos fue Alan Baxter, otro fue DeForest Kelley, y sin embargo Alan Ladd fue probado. Para septiembre, había sido elegido y firmado un contrato de Paramount a largo plazo.
A Robert Preston se le asignó el otro papel principal, reemplazando a Carey. Lake y Preston recibieron una facturación de estrellas por encima del título, y Ladd recibió un crédito de «y presentando a». Sin embargo, durante la filmación, Ladd claramente sería la estrella emergente. Poco después, The New York Times informó que:

Tuttle y el estudio están mostrando más que un entusiasmo pasajero por Ladd. Ha estado tratando de hacerse un hueco en las películas durante ocho años, pero no recibió ningún estímulo, aunque probó todos los ángulos conocidos en la ciudad: trabajos extras, partes pequeñas, contratos de acciones, escuelas dramáticas y asalto a las oficinas de casting. Sue Carol, la exestrella del cine mudo que ahora es agente, se comprometió a avanzar en la carrera del joven hace dos años y solo recientemente pudo localizar un oído atento. Entonces, pudo descansar tranquilo.

Antes de que se completara This Gun for Hire, Paramount anunció que su próxima película para Ladd lo lanzaría como estrella, la cual iba a ser una versión de La llave de cristal (también de 1942).
La película presenta a Yvonne De Carlo en un papel secundario al comienzo. Tiene una línea donde dice «¿Cigarrillo, señor?», en la escena del Neptune Club. Hacer la película hizo que la despidieran de su trabajo de bailarina para Earl Carroll.

## Recepción
Aunque Ladd solo recibió la cuarta facturación, la película lo convirtió en una estrella, debido a la reacción de los fanáticos y los elogios de la crítica.
Bosley Crowther, crítico de cine para The New York Times, escribió una crítica muy favorable:

Uno se estremece al pensar en la carrera que Paramount debe tener en mente para Alan Ladd, un nuevo actor, después de presenciar el debut del joven como protagonista principal en This Gun for Hire [...] Obviamente, lo han etiquetado como el mono más duro suelto en la pantalla. Porque desde que Jimmy Cagney masajeó la cara de Mae Clarke con una toronja, un desesperado siniestro se abrió paso a tiros en las filas del cine con tanta violencia como el señor Ladd en este melodrama rápido y emocionante. Mantén los ojos bien abiertos para este tipo Ladd; es un asesino de chicos guapos al que le gusta su trabajo [...] el señor Ladd es el asesino; es realmente un actor digno de ver. Después de esta actuación punzante, tiene algo con lo que estar a la altura, o vivir por debajo.

Un periodista de Los Angeles Times escribió, «decir que la película es un éxito es quedarse corto».
Albert Maltz, quien trabajó en el guion, dijo más tarde «fue un melodrama muy chirriante, en mi opinión, bastante de segunda clase. No se sostiene en absoluto y simplemente no sé por qué tuvo tanto éxito.»
John Houseman escribió más tarde que Ladd interpretó a «un asesino profesional con una ferocidad conmovedora y desoladora que lo hizo único, durante un tiempo, entre los héroes masculinos de su época.»

## Adaptación

### Radio
This Gun for Hire fue adaptado como obra de radio en la transmisión del 3 de julio de 1942 de Philip Morris Playhouse con Marlene Dietrich como protagonista, en la transmisión del 25 de enero de 1943 de Lux Radio Theatre y la transmisión del 2 de abril de 1945 de The Screen Guild Theatre. Alan Ladd repitió su papel en ambas adaptaciones, mientras que Veronica Lake repitió en la última, pero fue reemplazada por Joan Blondell en la primera.

### Remakes
Más tarde, Paramount Pictures adaptó la historia como Short Cut to Hell (1957), dirigida por James Cagney, su única película como director.
En 1978, Tony Richardson anunció que tenía la intención de rehacer la película, sin embargo, la idea no prosperó. La película fue rehecha como película para televisión en 1991 por Lou Antonio, protagonizada por Nancy Everhard y Robert Wagner.